# Épinay
Épinay foi uma antiga comuna francesa na região administrativa da Normandia, no departamento de Eure. Estendia-se por uma área de 13,26 km². Em 2010 a comuna tinha 325 habitantes (densidade: 24,5 hab./km²).
Em 1 de janeiro de 2018, passou a formar parte da nova comuna de Mesnil-en-Ouche.